# Carte de visite

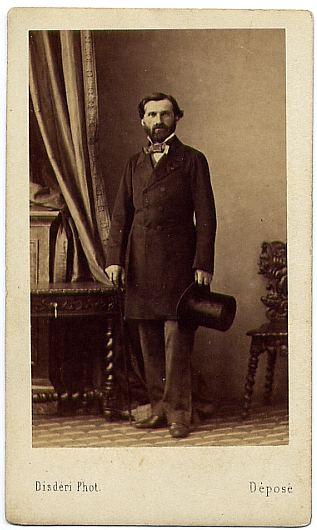
Retrat fotogràfic del compositor Giuseppe Verdi per André Adolphe Eugène Disdéri, en format carta de visita. 1857-1865

La carte de visite o, en català, carta de visita va ser un format fotogràfic per a estudis de retrat, patentat l'any 1854 pel fotògraf francès André Adolphe Eugène Disdéri, tot i que se n'atribueix la invenció al fotògraf de Marsella Louis Dodéro; i que va ser utilitzat fins a la dècada de 1920. Aquest format consistia en una còpia positiva a l'albúmina a partir d'un negatiu en vidre al col·lodió humit, de mida 54 x 89 mm, la qual era adherida sobre una cartulina que mesurava 64 x 100 mm. Normalment, la cartolina incloïa el nom del fotògraf i les dades de contacte del seu estudi.